# Щёкин, Ким Фёдорович
Ким Фёдорович Щёкин (род. 1929, Горький) — советский политический и общественный деятель, кандидат исторических наук.

## Биография
В 1952 году окончил Калининградский государственный педагогический институт, а в 1964 году аспирантуру Академии общественных наук при ЦК КПСС.
В 1950—1952 годах первый секретарь Сталинградского райкома ВЛКСМ Калининграда, в 1952 году второй секретарь Калининградского горкома ВЛКСМ, с 1952 по 1954 год второй, а в 1954—1959 г. первый секретарь обкома ВЛКСМ.
В 1959—1961 г. первый секретарь Балтийского райкома КПСС Калининграда, секретарь Калининградского горкома (1964—1965), заведующий отделом (1965—1974), а в 1974—1990 годах секретарь Калининградского обкома КПСС.
В 1991—1996 годах директор Калининградского координационного центра по поискам культурных ценностей, утраченных в годы Второй мировой войны. 
Награждён орденами и медалями.
Сын — А. К. Щёкин, физик-теоретик, член-корреспондент РАН.